# Billy Sherwood
Billy Sherwood, nome completo William Wyman Sherwood (Las Vegas, 14 marzo 1965), è un bassista e chitarrista statunitense noto per essere membro dello storico gruppo progressive Yes.

## Biografia

### Gli inizi
Sherwood crebbe in una famiglia di musicisti: suo padre Bobby era un direttore di orchestra jazz, sua madre Phyllis una cantante e batterista, e suo fratello Michael pianista, tastierista e cantante.
La carriera musicale di Sherwood iniziò con la band chiamata Lodgic, fondata col fratello Michael a Las Vegas. Billy era bassista e cantante, Michael tastierista e cantante. Nella band suonavano anche Guy Allison (tastiere), Jimmy Haun (chitarra) e Gary Starns (batteria). Nel 1980 si trasferirono a Los Angeles, e nel 1986 riuscirono a pubblicare il loro album di debutto, Nomadic Sands.
Quando i Lodgic si sciolsero, Sherwood fondò un nuovo gruppo con Guy Allison, i World Trade, per il quale reclutarono anche il chitarrista Bruce Gowdy e il batterista Mark T. Williams. L'album di debutto omonimo fu pubblicato nel 1989, e di nuovo Sherwood ne fu anche tecnico del suono e del mixaggio e produttore, oltre che bassista e cantante.

### L'ingresso negli Yes
In quel periodo, piuttosto casualmente, Sherwood e Gowdy furono invitati a suonare con Chris Squire, Alan White e Tony Kaye degli Yes. Il cantante Jon Anderson e il chitarrista Trevor Rabin erano in procinto di lasciare il gruppo, e per Sherwood e Gowdy si profilò l'opportunità di sostituirli.
Sempre in quel periodo, Sherwood collaborò come produttore discografico nell'album March or Die dei Motörhead. Nel 1993-1994, durante il tour dell'album Talk, Sherwood tornò a suonare con gli Yes, questa volta come musicista aggiuntivo (alla chitarre e alle tastiere) per le esibizioni dal vivo.
Dopo i due Keys, nell'estate del 1996 il tastierista Rick Wakeman abbandonò (per l'ennesima volta nella sua carriera) gli Yes. Questo evento portò Sherwood a diventare per la prima volta membro ufficiale del gruppo per la realizzazione dell'album Open Your Eyes (1997), che conteneva molti brani scritti da Sherwood e Squire negli anni precedenti per il "Chris Squire Experiment". Su Open Your Eyes Sherwood era tastierista e secondo chitarrista (il ruolo di chitarra solista era in quel momento coperto da Steve Howe, che era tornato al suo posto dopo la parentesi degli Yes con Trevor Rabin). Nella primavera del 1997 per concludere le session dell'album e per il loro successivo tour promozionale, gli Yes acquisirono un nuovo tastierista d'origine russo (Igor Khoroshev), lasciando il posto a Sherwood alla chitarra e alle seconde voci.

### I Conspiracy
Fu registrata qualche demo, ma il progetto, in questi termini, non fu mai realizzato; Anderson e Rabin, tra l'altro, non abbandonarono. Come Trevor Horn prima di lui, Sherwood non era molto attratto dalla prospettiva di sostituire Anderson come front-man del gruppo; tuttavia, Sherwood divenne buon amico di Squire, con cui diede vita a un progetto inizialmente chiamato Chris Squire Experiment, da cui sarebbe derivato, qualche anno dopo, il gruppo Conspiracy.

### L'uscita dal gruppo
Durante il tour di The Ladder fu registrato e filmato un concerto, da cui furono tratti un doppio CD dal vivo e un DVD, entrambi col titolo House of Yes. Una settimana dopo al termine del tour del 2003 fu annunciato che Sherwood non era più negli Yes.

### La collaborazione con John Wetton
Già dai primi anni novanta, Sherwood collaborò in maniera costante con John Wetton, nel 2011 prese parte come autore all'album  Raised in Captivity, dopodiché il rapporto si interruppe.

### Il ritorno negli Yes
Nell'estate del 2015 tornò di nuovo con gli Yes, stavolta come bassista, rimpiazzando il fondatore del gruppo Chris Squire che era appena deceduto, diventando anche autore di alcuni brani della band.

### L'ingresso negli Asia
Entra negli Asia come membro ufficiale a partire dal 2017, dove sostituisce il suo amico John Wetton.

### La fondazione degli Arc of Life
Nel 2020 Sherwood decide di porre fine al gruppo Conspiracy, del quale era diventato leader; alcuni mesi dopo annuncia la nascita di un nuovo supergruppo, gli Arc of Life. 

## Discografia
Negli Yes
- 1997 - Open Your Eyes
- 1999 - The Ladder
- 2021 - The Quest

Nei World Trade
- 1989 - World Trade
- 1995 - Euphoria

Con i Conspiracy
- 2000 - Conspiracy
- 2003 - The Unknown

Nei Lodgic
- 1985 - Nomadic Sound

Nei The Key
- 1997 - The World Is Watching

Da solista
- 1999 - The Big Peace
- 2003 - No Comment

Con gli Arc of Life
- 2021 - Loud and Proud